# Azio Vellani
Azio Vellani (Bomporto, 11 febbraio 1914 – agosto 1949) è stato un calciatore italiano, di ruolo terzino.

## Carriera
Cresciuto nel Bomporto, passa al Campobasso dove si mette in luce, nel 1935 risale al Carpi dove disputa quattro stagioni, poi passa al Palermo, con i rosanero debutta in Serie B il 24 settembre 1939 nella partita Palermo-Atalanta (1-0), poi ritorna al Carpi dove gioca fino al dopoguerra, chiude la carriera al Crevalcore giocando tre stagioni, le ultime della sua breve vita, nell'agosto del 1949 si ammala e muore a soli 35 anni di un male incurabile.

## Palmarès

### Club

#### Competizioni nazionali
- Serie C: 1

Carpi: 1945-1946 (girone I)